# Heterusia mileta
Heterusia mileta là một loài bướm đêm trong họ Geometridae.